# Prionyx nudatus
Prionyx nudatus är en biart som först beskrevs av Kohl 1885.  Prionyx nudatus ingår i släktet Prionyx och familjen grävsteklar. Inga underarter finns listade i Catalogue of Life.